# Потапенко, Геннадий Дмитриевич
Геннадий Дми́триевич Пота́пенко — советский хозяйственный деятель, Герой Социалистического Труда.

## Биография
Родился в 1918 году в городе Судже Суджанского уезда Курской губернии (ныне — Суджанского района Курской области).
Член КПСС.
С 1942 года — в Красной Армии. Участник Великой Отечественной войны. Командовал батареей гвардейской учебной миномётной бригады. В 1945 году — начальник штаба дивизиона 2-го гвардейского минометно-артиллерийского училища, а затем — в резерве командующего артиллерией Ленинградского фронта, начальник полковой школы сержантского состава 90-го гвардейского миномётного полка, гвардии старший лейтенант.
С 1946 года — на хозяйственной работе в угольной промышленности СССР.
В 1946—1987 гг. — на шахтах Мосбасса:
- начальник шахты № 35 треста «Красноармейскуголь»,
- начальник треста «Сталиногорскуголь»,
- начальник комбината «Новомосковскуголь»,
- генеральный директор производственного объединения «Новомосковскуголь» Министерства угольной промышленности СССР,
- директор Центрального научно-исследовательского института экономики и научно-технической информации угольной промышленности.

Указом Президиума Верховного Совета СССР от 2 марта 1981 года присвоено звание Героя Социалистического Труда с вручением ордена Ленина и золотой медали «Серп и Молот».
Умер в Москве в 1989 году.